# Lungenheilstätte Hohenstein

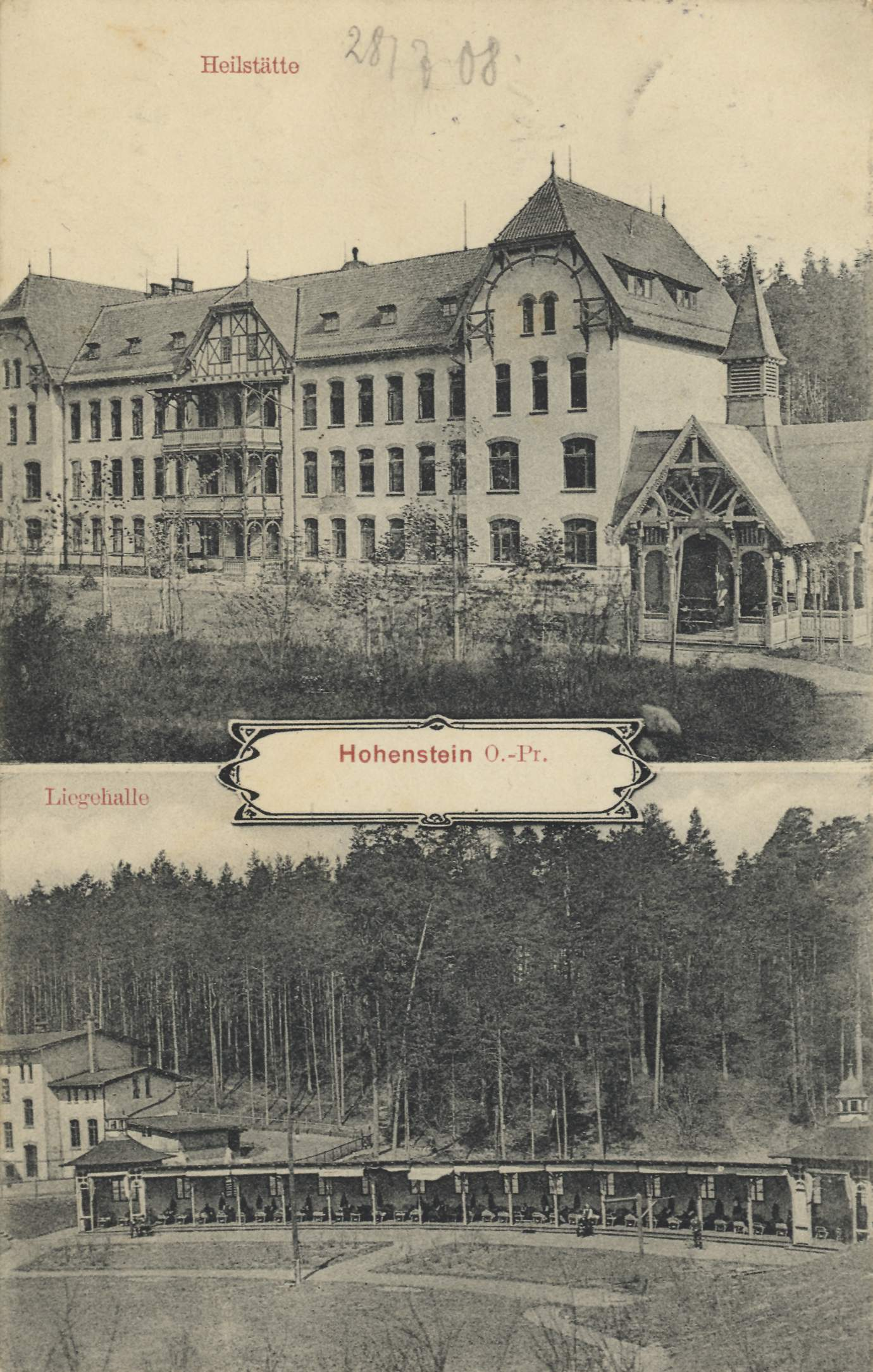
Die Lungenheilstätte Hohenstein (1908)

Die Lungenheilstätte Hohenstein wurde vom „Verein zur Errichtung von Lungenheilstätten in Ostpreußen“ am 1. Oktober 1903 in Betrieb genommen. Das ca. 5 ha große Sanatoriumsgelände lag im etwa 450 ha umfassenden Stadtwald ca. 4 km nördlich der Stadt Hohenstein, Ostpreußen (heute Olsztynek, Polen). Etwa zwei Drittel des Geländes waren bewaldet.
Die ausschließlich männlichen Patienten vorbehaltene Heilstätte verfügte zunächst über eine Kapazität von 50 Betten, die bereits im ersten Betriebsjahr auf 84 erhöht wurde. Das dreigeschossige Hauptgebäude hatte sechs Einzelzimmer und 17 Mehrbettzimmer, davon ein Schlafsaal mit zehn Betten. Die in den meisten Fällen von der Landesversicherungsanstalt Ostpreußen getragenen Kosten der Unterbringung beliefen sich auf 3,50 Mark täglich, bei Einzelzimmerunterbringung mussten die Mehrkosten von einer Mark von den Patienten selbst getragen werden.
Im Jahr 1912 bestand das medizinische Personal aus dem Chefarzt (Walther Liévin, Vater des Schauspielers Albert Lieven), einem Assistenzarzt und vier Krankenschwestern. Weiterhin arbeiteten jeweils ein Bademeister, ein Kutscher, ein Maschinist sowie mehrere Dienstboten in der Heilstätte. Bis zum 1. April 1912 wurden insgesamt 2282 Patienten behandelt. Die Mehrzahl der Patienten waren Land- und Fabrikarbeiter im Alter von 16 bis 30 Jahren aus Königsberg. Eine vollständige Heilung trat nur selten ein, die meisten Patienten blieben dauerhaft erwerbsunfähig.
Mit Beginn des Ersten Weltkriegs wurden alle Patienten bis auf fünf Schwerkranke entlassen. Im April 1915 wurde das Sanatorium mit 100 tuberkulosekranken Soldaten wiedereröffnet. Kriegsbedingt kam es zu Engpässen bei der Versorgung mit Nahrungsmitteln und Heizmaterial, sodass die Anzahl der Patienten verringert wurde. Aufgrund der schlechten Versorgungslage verließen im November 1919 69 Kranke die Heilstätte. Die Patienten beklagten das ungenießbare Essen und die ungeheizten Räume, es sei sogar flüssige Medizin gefroren. Weiterhin herrsche ein kasernenhafter Ton des Pflegepersonals und des Chefarztes. Wegen des schlechten Rufs waren 1920 nur die Hälfte der Betten belegt.
Am 15. Januar 1921 berichtete die Königsberger Hartungsche Zeitung von einer „Flucht“ von 35 Patienten aufgrund der dort herrschenden Zustände. Zum 1. Juli 1921 wurde der Chefarzt Liévin daher entlassen.
Wegen der in der Inflation 1923 angestiegenen Kosten musste der Betrieb im Juli 1923 vorübergehend eingestellt werden. Nach der Inflation wurde die Heilanstalt für Leicht-Lungenkranke wieder eröffnet, die wirtschaftliche Situation blieb aber schwierig. 1933 wurde die Lungenheilstätte Hohenstein endgültig geschlossen. Heute befindet sich dort eine Rehaklinik für Kinderheilkunde.